# Stuartschattenkolibri
Stuartschattenkolibri (Phaethornis stuarti), auch Stuarts Zwergschattenkolibri oder Weißbraueneremit, ist eine Vogelart aus der Familie der Kolibris (Trochilidae). Das Verbreitungsgebiet dieser Art umfasst die Länder Peru und Bolivien. Der Bestand wird von der IUCN als „nicht gefährdet“ (Least Concern) eingeschätzt.

## Merkmale
Stuartschattenkolibri erreicht eine Körperlänge von etwa 9 cm bei einem Gewicht der Männchen von 2 bis 2,5 g und der Weibchen von 2 bis 3 g. Die Oberseite ist stumpf grün mit etwas rotbrauner Färbung am Ende des Bürzels und an den Unterschwanzdecken. Er hat eine dunkle Augenmaske, die an der Oberseite weiß gesäumt ist. Die weißliche Färbung der Kehle geht an der Unterseite ins Zimtfarbene bis rötlich Braune über. Das Männchen hat ein schwarzes Brustband, welches dem Weibchen fehlt. Der lange Schnabel ist leicht gebogen, wobei der Unterschnabel größtenteils gelb ist. Die zugespitzten Schwanzfedern sind weißlich bis gelbbraun gesprenkelt. Vom Aussehen her ähnelt Stuartschattenkolibri einer Unterart des Rotschattenkolibris (Phaethornis ruber longipennis Berlepsch & Stolzmann).

## Verhalten und Ernährung
Den Nektar beziehen Stuartschattenkolibris von unterschiedlichen Blüten. So wurden sie an der zu den Rautengewächsen gehörenden Art Erythrochiton fallax und an der zu den Helikonien gehörenden Art Heliconia subulata beobachtet, die sie ca. 1,5 Meter über dem Boden anflogen. In der Trockenzeit konnte man sie wiederholt an Spinnweben beobachten, wo sie Insekten sammelten. Dieses Verhalten könnte ein Anzeichen für Brutaktivitäten sein, da viele Kolibris bei hoher Verfügbarkeit von Gliederfüßern in der Trockenzeit brüten. Meist sitzen Stuartschattenkolibris in dichter Vegetation. Wenn sie fliegen, so geschieht das gewöhnlich in Höhen von ca. 1,5 Metern über dem Boden.

## Lautäußerungen
Der Gesang besteht aus einer abnehmenden beschleunigten Reihe von hohen Tönen, die sich wie tsiii-tsii-tsii-tsi-ti-tututu anhören und sich mit tjup-Tönen vermischen.

## Fortpflanzung
Ihr Fortpflanzungsverhalten ist bisher noch wenig erforscht.

## Verbreitung und Lebensraum

Verbreitungsgebiet von Stuartschattenkolibri

Stuartschattenkolibri bewohnt das Unterholz von Übergangswäldern zwischen Várzea und Terra-Firme-Regenwäldern, Bambusdickichten, Sekundärvegetation, hügeligem tropischen Wald, Gestrüpp und ähnlichem Habitat. Er bewegt sich in Höhenlagen bis 1000 Meter.

## Unterarten
Die Art gilt als monotypisch.

## Etymologie und Forschungsgeschichte
Ernst Hartert beschrieb Stuartschattenkolibri unter dem heutigen Namen Phaethornis stuarti. Das Typusexemplar wurde von Arthur Joseph Constable-Maxwell-Stuart (1845–1942) in Puerto Salinas am Río Beni gesammelt. 1827 führte William Swainson die Gattung Phaethornis für den Langschwanz-Schattenkolibri (Phaethornis superciliosus (Linnaeus, 1766)) ein.
Der Begriff Phaethornis leitet sich aus den griechischen Wörtern φαέθων phaéthōn für „leuchtend, strahlend“ und ὄρνις órnis für „Vogel“ ab. Der Name stuarti ist seinem Sammler gewidmet.